# Hyper (periodico)
Hyper era un periodico australiano di videogiochi di varie piattaforme. È stata la rivista di gioco più longeva d'Australia, pubblicata dal 1993 al 2019.
Oltre ad articoli sui principali sistemi di videogiochi e versioni di giochi, Hyper pubblicava anche contenuti su anime, film in DVD, giochi arcade e classici ed interviste con professionisti del settore oltre a classifiche su giochi, hardware per computer e musica per videogiochi. Hyper aveva anche una rivista gemella, PC PowerPlay orientato ai giochi per PC.